# نواف القريشي
نواف القريشي (7 ديسمبر 1975 -)، ممثل ومخرج كويتي.

## أعماله
- بين الهدب دمعة
- انيسة الونيسة.
- امنا رويحة الجنة.

• النور

## وصلات خارجية
- نواف القريشي على موقع قاعدة بيانات الأفلام العربية